# Lessons for Children
Lessons for Children (Lições para Crianças) é uma série de quatro livros adaptados para crianças escrito pela poeta proeminente e ensaísta britânica do século XVIII, Anna Laetitia Barbauld. Publicado em 1778 e 1779, os livros começaram uma pequena revolução na literatura infantil do mundo anglo-americano. Pela primeira vez, considerou-se a necessidade das crianças serem leitores: A tipografia simples dos textos foram progredindo em dificultada a medida que a criança aprendia. Sendo talvez a primeira demonstração de pedagogia experiencial, os livros Barbauld usam um estilo de diálogo em que uma mãe e um filho discute sobre o mundo natural. Com base nas teorias educacionais de John Locke, os livros de Barbauld pretendiam enfatizar a aprendizagem através dos sentidos.
Uma das principais lições de morais de Barbauld é que os indivíduos são parte de uma comunidade; neste ela era parte de uma tradição de escrita feminina, que enfatizou a interconectividade da sociedade. Charles, o herói dos textos, explora sua relação com a natureza, com os animais e com as pessoas e, finalmente, com Deus.
O livro teve um efeito significativo no desenvolvimento da literatura infantil na Grã-Bretanha e os Estados Unidos. Maria Edgeworth, Sarah Trimmer, Jane Taylor e Ellenor Fenn, citando alguns dos nomes mais reconhecidos, elas decidiram se especializar em literatura infantil depois de ler Lessons for Children, e suas obras dominaram a literatura infantil por gerações. O livro foi reimpresso a mais de um século. No entanto, devido à falta de atenção para as obras educativas que ocorreu logo em seguida, e o reconhecimento relativamente escasso a Barbauld, Trimmer, e outros escritores contemporâneos do romantismo, Lessons for Children tem sido pouco estudado pelos historiadores. Na verdade, sofreu uma analise mais profunda pela primeira vez na década de 1990.

## Publicação, estrutura e teoria pedagógica
Lessons for Children retrata uma mãe que ensina seu filho. Presumivelmente, muitos dos eventos foram inspirados em experiências que Barbauld usou para ensinar seu próprio filho adotivo, seu sobrinho Charles, como os eventos se correlacionam com a sua idade e seu crescimento. Apesar de não haver cópias sobreviventes dos primeiros exemplares das obras, a estudiosa de literatura infantil, Mitzi Myers reconstruiu as prováveis datas de publicação das cartas de Barbauld e as primeiras avaliações dos livros da seguinte forma: "Lessons for Children 2-3" (1778); Lessons for Children of two to three (1778); Lessons for Children of three, part I (1778); Lessons for Children of three, part II (1778) e Lessons for Children of three to four (1779) Após a sua publicação inicial, a série foi publicada como volume único.

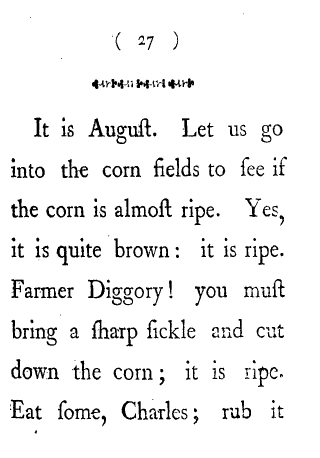
Página de Barbauld